# Linda Gail Lewis
Linda Gail Lewis (* 18. července 1947, Ferriday, Louisiana, USA) je americká zpěvačka a pianistka. Proslavila se spoluprací s Van Morrisonem. Její starší bratr Jerry Lee Lewis byl také pianista a zpěvák.